# Bryohaplocladium mexicanum
Bryohaplocladium mexicanum là một loài Rêu trong họ Thuidiaceae. Loài này được (Cardot) R. Watan. & Z. Iwats. mô tả khoa học đầu tiên năm 1981.